# 1329 Eliane
Eliane (asteróide 1329) é um asteróide da cintura principal, a 2,1705288 UA. Possui uma excentricidade de 0,1709445 e um período orbital de 1 547,25 dias (4,24 anos).
Eliane tem uma velocidade orbital média de 18,40779514 km/s e uma inclinação de 14,4656º.
Esse asteróide foi descoberto em 23 de Março de 1933 por Eugène Delporte.